# نهائي كأس ملك إسبانيا 1981
نهائي كأس ملك إسبانيا 1981 هو النهائي رقم 79 في إطار بطولة كأس إسبانيا ، جمعت المباراة النهائية ناديّ برشلونة وسبورتينغ خيخون بتاريخ 18 يونيو على ملعب فيسنتي كالديرون بمدينة مدريد عاصمة إسبانيا وتمكن نادي برشلونة من تحقيق البطولة بعد الفوز بنتيجة 3-1 .

## التفاصيل
| برشلونة                                              | 3–1 | سبورتينغ خيخون                            |
| ---------------------------------------------------- | --- | ----------------------------------------- |
| كيني 45' 59' · إستيبان 66' · المدرب · هيلينيو هيريرا |     | أنطونيو ماسيدا 50' · المدرب · فيسنتي ميرا |